# Filiació
La filiació és el vincle jurídic que existeix entre dues persones quan una és descendent de l'altra, sigui per una consanguinitat o per un acte jurídic. Del caràcter estrictament jurídic de la relació filial se'n desprenen certes conseqüències. En primer lloc, pot donar-se el cas que no tota persona tingui una filiació o estat filial, i en segon lloc, la filiació biològica pot perfectament no coincidir amb la filiació jurídica.

## Filiació com a concepte jurídic
La filiació pot ser vista des de dues perspectives exclusivament:
- Com una relació jurídica entre un pare i el seu fill, o una mare i el seu fill, de manera que sempre és bilateral, i
- Com un estat civil, és a dir, com una especial posició d'una persona en relació amb la seva societat, tipificada normativament.

## Sistemes d'atribució
Hi ha dos sistemes teòrics per establir la filiació:
- El de titulació, on hom té la filiació pels títols d'atribució que és la causa iuris de la filiació i pels títols de legitimació, que són signes o requisits legals que refereixen a la determinació i tenen una funció probatòria. Els títols poden entrar en conflictes entre si respecte d'una mateixa persona. La diferenciació entre uns i altres és purament doctrinal.
- El de procedimentalització, que parteix de la separació de certs procediments independents per accedir o destruir la filiació, amb basament de cadascun d'ells en criteris-base de caràcter autònom entre si, que són el punt de partida, punt d'articulació i d'interpretació de cada procediment, eventualment factors de determinació i metacriteris de decisió per conflictes o xocs de procediments. Aquest sistema té com a substrat una triple partició entre: i) els procediments constitutius o impugnats, ii) l'estat civil filial constituït i iii) els drets i deures atribuïts a l'estat civil. A més, té un fort caràcter normativista. (E. Gandulfo).

## Tipus de Filiació (Unitat o Pluritat)
Això es refereix a quants estats civils filials té l'ordenament jurídic, i suposa una definició específica de la llei.
- Pluralitat. Si el Dret distingeix diverses posicions de fill com a estat civil, p. ex., legítim (també anomenat filiació matrimonial) i il·legítim (no matrimonial), adoptiu, etc., llavors s'ha de parlar de diversos tipus de filiació. La pluralitat d'estats és un instrument per atribuir una discriminació en els drets i obligacions imputables.
- Unitat. Si el Dret només té una posició en la seva qualitat de fill com a estat civil, llavors no es pot parlar de tipus de filiació sinó d'una única consideració en la posició, "fill". La unitat d'estat és usada per atribuir igualtat en el règim dels drets i obligacions.

## Procediments per constituir la filiació
Ja es tracti o no d'un sistema plural o únic, l'estat civil filial pot tenir el seu origen en diversos procediments que estableixi la llei. Cada procediment s'organitza al voltant d'un criteri-base que origina el procediment. Els criteris-base els determina cada legislació, els tradicionals són: el natural, mitjançant l'acte natural de la procreació, i el purament jurídic, mitjançant un contracte (com en l'antiga adopció romana) o un procés jurisdiccional adopció. A ells en alguns sistemes se'ls afegeixen els següents criteris-base: de reproducció assistida, mitjançant un acte tecnològic de reproducció, i un de social, atribuït mitjançant consideracions únicament socials sobre qui sigui fill de qui.
En el cas de la filiació d'origen biològic, també es distingeix entre un context matrimonial, quan els progenitors estan casats entre si, i el context no matrimonial (o extramatrimonial), en cas contrari.

### Formes de determinar la filiació
Segons l'ordenament jurídic en concret, la filiació pot recórrer a certs factors de determinació de la filiació. El seu objectiu és facilitar la constitució de l'estat filial, mitjançant l'establiment legal de tipus de fets relativament simples de constatar en la pràctica, i que siguin una manifestació externa del criteri-base.
En aquesta matèria el seu establiment depèn de cada legislació nacional, i cada procediment pot tenir els seus propis factors independents dels altres:
- Mitjançant el part. Aquest es construeix com un factor de determinació de la filiació en un procediment natural, que s'aplica només a la dona.

- Mitjançant la vella i coneguda regla del pater is est. També només opera en un procediment natural. S'estableix que el marit de la mare serà considerat com a pare del fill d'aquesta. Aquesta es construeix mitjançant tres subregles: i) l'existència d'un matrimoni, ii) el naixement dins d'un precís temps en relació amb el matrimoni i iii) que s'estigui determinada la maternitat de la mare.

- Mitjançant l'acte de reconeixement de la progenitura, paterna o materna. Aquest constitueix un acte voluntari, de tipus unilateral, d'admissió de la pròpia paternitat respecte d'una altra persona. Cada legislació té els seus propis límits de procedència, però hi ha una tendència a tenir cada vegada menys límits.

- Mitjançant  sentència ferma. Aquest cas és aplicable per a adopcions, o per reclamacions de paternitat. La sentència també s'inscriu en el Registre Civil, per tal de donar publicitat a un fet que té importants conseqüències davant de tercers.

- A través de la inscripció del naixement al Registre Civil. En alguna legislació, com la xilena, aquest no constitueix un factor de determinació, sinó un mitjà per acreditar la filiació ja constituïda.

- Possessió notòria. Només constitueix un factor de determinació, quan la legislació ha erigit un criteri social, com a base d'un procediment. La possessió notòria és l'actitud d'un aparent pare, és a dir, una persona que tracta un nen com si fos seu: el cuida, l'educa, li proveeix aliments i vestimenta, és a dir, el tracta com un pare tracta normalment un fill. Aquesta forma en algunes legislacions és considerada només una forma d'acreditar la filiació ja constituïda, però amb l'exactitud de les proves d'ADN, el concepte pràctic de la possessió notòria com a determinant de la filiació ha caigut en desús.

## Accions relatives a la filiació
Les accions relatives a la filiació, sota el supòsit que existeixi o no l'estat filial, poden ser de dos grans classes: destructives de la filiació o atributives d'ella. Per als processalistes, totes elles són constitutives perquè venen a innovar sobre l'ordenament jurídic (E Liebman). La majoria dels ordenaments jurídics reconeix les següents accions:

### Accions d'imputació
- L'acció de reclamació o vindicació de la filiació. És el dret de tota persona d'anar davant les instàncies judicials per resoldre el seu estat de filiació. Seria el cas del fill que sap la identitat del seu veritable pare, i inicia l'acció de vindicació perquè aquest sigui reconegut judicialment com a tal.
- L'acció d'adopció. Té com a objecte constituir l'estat civil de fill, sotmetent-se als procediments jurídics respectius que cada legislació creu.

#### Accions d'impugnació
- La impugnació de paternitat en seu judicial.
- El desconeixement de paternitat. Per exemple, davant d'un fill que neix dins del matrimoni, però el progenitor no n'és el cònjuge.
- La nul·litat o impugnació del reconeixement. Per exemple, un pare que hagi reconegut un fill voluntàriament, pot després demanar que es revoqui aquest reconeixement. Alguns ordenaments estipulen que el reconeixement és irrevocable, llevat per error o falsedat a l'hora d'haver-ho fet, i s'ha de sol·licitar en seu judicial.

## Efectes de la filiació
Al Ius Commune en aquesta àrea se l'anomenava ius personarum (H. Coinga). La filiació té importants efectes jurídics. Podem citar, entre els més importants, els següents:
1. En el cas del dret de família, la filiació origina la pàtria potestat, cosa que en algunes legislacions es divideix en la custòdia personal del menor i la custòdia patrimonial dels seus béns, l'obligació alimentària en cas de vida separada dels pares, el dret a la relació directa i regular entre el fill i el pare que no té la custòdia del primer, el deure de socors i ajuda mútua, el deure d'educar el fill.
2. En el cas de dret successori, en alguns sistemes, la filiació obliga a la reserva de la legítima i és l'hereu legal prioritari (juntament amb la resta de germans).
3. La filiació determina els cognoms de la persona, que es regiran segons la legislació concreta aplicable.

Entre els efectes extracivils podem esmentar:
1. Al dret penal la filiació pot alterar la punibilitat d'un delicte, en alguns casos com a excusa legal absolutòria, i en altres bé com a atenuant, bé com a agreujant.
2. Al dret constitucional, la filiació pot comunicar la nacionalitat dels pares als fills d'aquests, en els casos de regla deius sanguinis.

## Diferència amb la consanguinitat
És necessari fer la diferenciació entre aquest concepte i el de la consanguinitat i la relació en sentit més ampli que es refereix tant als vincles de procreació (progenitors,genitrixi progènie) que els vincles més purament socials i culturals dels estatus pare, mare, fill i filla.

## Pla de parentalitat
El pla de parentalitat és un concepte jurídic esmentat a la Llei 25/2010, del 29 de juliol, llibre segon del Codi civil de Catalunya, relatiu a la persona i la família, on s'introdueix com a novetat que, pel que fa a la responsabilitat dels progenitors envers els fills en ocasió de la separació o el divorci, tota proposta dels progenitors sobre aquesta matèria s'ha d'incorporar al procés judicial en forma de pla de parentalitat, que és un instrument per a concretar la manera com ambdós progenitors pensen exercir les responsabilitats parentals, en el qual es detallen els compromisos que assumeixen respecte a la guarda, la cura i l'educació dels fills. Sense imposar una modalitat concreta d'organització, encoratja els progenitors, tant si el procés és de mutu acord com si és contenciós, a organitzar per si mateixos i responsablement la cura dels fills en ocasió de la ruptura, de manera que han d'anticipar els criteris de resolució dels problemes més importants que els afectin. En aquesta línia, es facilita la col·laboració entre els advocats de cadascuna de les parts i amb psicòlegs, psiquiatres, educadors i treballadors socials independents, perquè facin una intervenció focalitzada en els aspectes relacionats amb la ruptura abans de presentar la demanda. Es vol afavorir així la concreció dels acords, la transparència per a ambdues parts i el compliment dels compromisos assolits.